# Bengaluru Football Club
El Bengaluru Football Club és un club de futbol professional indi amb seu a Bengaluru, Karnataka. És un dels clubs que disputa la Superlliga índia, la màxima competició del futbol indi, sota llicència de la All India Football Federation. El Bengaluru es va fundar el 20 de juliol de 2013, competint inicialment a la I-League. L' any 2017 va passar a disputar la Superlliga índia. Des de la seva fundació, el club ha guanyat dues I-League, la primera el mateix any del seu debut, dues Copes Federació, una Superlliga índia i una Supercopa índia.
El club és propietat de JSW Group i el seu director general és Saijan Jindal. El Bengaluru disputa els seus partits com a local al Sree Kanteerava Stadium des de la temporada 2014-15. Després de participar durant quatre temporades a la I-League, el club va ser considerat com un model a seguir pels clubs indis. El Bengaluru va dissenyar un model per reestructurar el futbol professional indi. És famós també per la seva fidel afició, principalment el grup d'animació West Block Blues, considerat un dels més fanàtics i fidels del país.
El Bengaluru va jugar el seu primer partit oficial el 22 de setembre de 2013, empatant a 1 contra el Mohun Bagan, en partit de la I-League. El club va guanyar el títol en la seva primera temporada i posteriorment, va repetir títol la temporada 2015-16. A més de guanyar dues I-League, també va conquerir dues Copes Federació, el 2015 i el 2017. Entre 2015 i 2018, el club va representar Índia en competicions asiàtiques, competint a l'AFC Cup durant quatre anys seguits. El 2016, el Bengaluru va arribar a la final de l'AFC Cup, perdent 1-0 contra l' Al-Quwa Al-Jawiya de l'Iraq.
Des de la temporada 2017-18, el Bengaluru disputa la Superlliga índia, torneig que va guanyar la temporada 2018-19 en derrotar a la final del torneig el FC Goa per 1-0, el 17 de març de 2019. El 28 de setembre de 2019, el Bengaluru va anunciar un acord de col·laboració amb el Glasgow Rangers escocès.

## Inicis
A inicis del 2013, la Federació índia va anunciar que acceptava propostes de corporacions empresarials per l'entrada de nous clubs per disputar la I-League 2013-2014, després de la suspensió de la llicència per competir a l' Air India i l' ONGC. La condició era que els grups no podien ser ni de Kolgata ni de Goa, i que havien de crear una nova infraestructura a la seva ciutat.
El 8 de març de 2013, es va fer públic l'interès del JSW Group per crear un equip a la I-League. A la vegada, es va conèixer l'interès del president de l' Associació de Futbol de l'estat de Karnataka, AR Khaleel, de tenir un equip a Bangalore, aprofitant el Mundial Sub-17 de la FIFA a l' Índia. El 15 de maig de 2013 es va anunciar que l' AIFF havia rebut tres propostes per dues places a la I-League, de JSW Group, Dodsal Group i un consorci de Kerala.
Finalment, el 28 de maig de 2013, es va fer oficial que JSW Group havia guanyat els drets per entrar directament a la I-League 2013-14 amb un equip a Bangalore. També es va establir que el grup instal·laria un escola de formació de futbolistes a Bangalore, així com nova infraestructura. Dos mesos després, el 20 de juliol, JSW Group va presentar públicament el "Bengaluru Football Club", en un gran event al Bangalore Football Stadium, seu de l`equip aquella temporada.

## Era Ashley Westwood (2013-2016)
Amb la llicència per participar obtinguda, JSW Group va començar el procés per formar un no equip. El primer jugador en firmar pel Bengaluru va ser el centrecampista Thoi Singh, procedent del Mumbai Tigers. El 2 de juliol de 2013 es va anunciar l'exjugador anglès i antic assistent del Blackburn Rovers Ashley Westwood com a primer entrenador de la història del club. El 16 de juliol, JSW Group va anunciar els dos primers estrangers del club: els defenses John Johnson i Curtis Osano. Tres dies després, es va oficialitzar l'arribada del capità de la selecció índia, Sunil Chetri, procedent de l'Sporting de Portugal B.
El primer partit disputat pel club va ser el 25 d' agost de 2013, en un amistós contra la selecció nacional de l'Índia, que s'estava preparant per disputar el Campionat SAFF del 2013. El partit va acabar amb empat a 1 gol, amb Johnny Menyongar marcant el primer gol de la història del club i amb el futur jugador del Bengaluru Lenny Rodríguez, empatant per l'equip nacional.
Un mes després, el 22 de setembre de 2013, el Bengaluru va disputar el seu primer partit oficial, contra el Mohun Began, corresponent a la I-League. El duel, disputat al Bangalore Football Stadium va acabar amb empat a un. Sean Rooney va avançar el Bengaluru amb el primer gol oficial del club, al minut 49, tot i que al descompte, el Mohun Bagan va igualar el marcador. La primera victòria oficial del club va ser en el següent partit, contra el Rangdajied United (3-0), també jugat al Bangalore Football Stadium.
El primer compromís oficial fora de casa va ser el 26 d'octubre de 2013, contra l'East Bengal Club, al Kalyani Stadium. Fou també la primera derrota oficial del Bengaluru, que va caure 2-0 contra l'equip de Calcutta. Exactament un mes després, el 26 de novembre, els blaus van guanyar el seu primer partit com a visitants (1-2) contra el Salgaocar FC, al Duler Stadium.
El 2014, el Bengaluru va disputar el seu primer torneig de copa nacional, la Copa Federació. L' equip de Westwood va derrotar per 5-3 l' Sporting de Goa, el 15 de gener, al Manjeri Stadium. Posteriorment, l'equip va empatar i perdre els següents dos partits i va quedar eliminat a la fase de grups del torneig.
El 21 d'abril de 2014, el Bengaluru va proclamar-se campió de la I-League, en el seu debut a la competició, gràcies a una victòria per 2-4 contra el Dempo SC, al Fatorda Stadium.
Durant la temporada 2014-15, el Bengaluru va fer el seu debut internacional. Com a campió de la I-League, es va classificar per disputar la primera fase de classificació de la zona est de l' AFC Champions League. El rival va ser el campió de Malàsia, el Johor Darul Ta'zim, que es va imposar a casa, en partit únic, per 2-1 amb un gol a la prórroga.
A pesar de l'eliminació, el Bengaluru va passar a disputar la fase de grups prèvia de l' AFC Cup, on va quedar emparellat al grup E amb el segon classificat d' Indonèsia, el Persipura Jayapura, el campió de la S-League de Singapur, el Warriors, i el Maziya S&RC de les Illes Maldives. Amb 4 victòries i dues derrotes, el Bengaluru va acabar segon del grup, amb 12 punts, 4 menys que el líder, el Persipura Jayapura. La segona plaça li va donar la classificació per disputar els 1/16 de final, on va caure en partit únic a Hong Kong contra el South China, per 2-0.
A nivell local, el club va tornar a participar en la Copa Federació i va guanyar el títol, en imposar-se a la final, l' 11 de gener de 2015, contra el Dempo per 2-1. L' equip va quedar a les portes de repetir el títol a la I-League, però es va haver de conformar amb la segona posició, després d'empatar a un a casa en la darrera jornada del campionat contra el Mohun Bagan, campió amb dos punts més que el Bengaluru. No obstant, el Bengaluru va acabar la temporada amb un récord de 13 partits seguits invicte.
La següent temporada, la 2015-16, el Bengaluru va aconseguir la seva segona I-League, amb una decisiva victòria el 17 d'abril de 2016 a casa contra el Salgaocar, per 2-0. A la Copa Federació, els blaus van caure als quarts de final contra l' Aizawl, per un global de 5-3, mentre que a l' AFC Cup, el club va aconseguir la classificació al grup H, on també hi havia el campió de Malàsia, el Johor Darul Ta'zim, el campió de Laos, el Lao Toyota FC, i el campió de la primera fase a Myanmar, l' Ayeyawady United. El Bengaluru va finalitzar segon de grup amb 9 punts, per darrere del Johor Darul Ta'zim (18) i per davant del Lao Toyota (6).
Als 1/16, el Bengaluru va aconseguir la classificació per disputar els vuitens amb una victòria a Hong Kong per 2-3 contra el Kitchee. La següent fase no es va disputar fins a la temporada 2016-17. En acabar la temporada, el club i Ashley Westwood van anunciar que no seguirien treballant junts.

## Entrenadors
- Ashley Westwood (juliol de 2013 - maig de 2016)[10][11]
- Albert Roca (juliol de 2016 - juny de 2018)[12][13]
- Carles Cuadrat (juny de 2018 - actualitat)[14]

## Palmarès

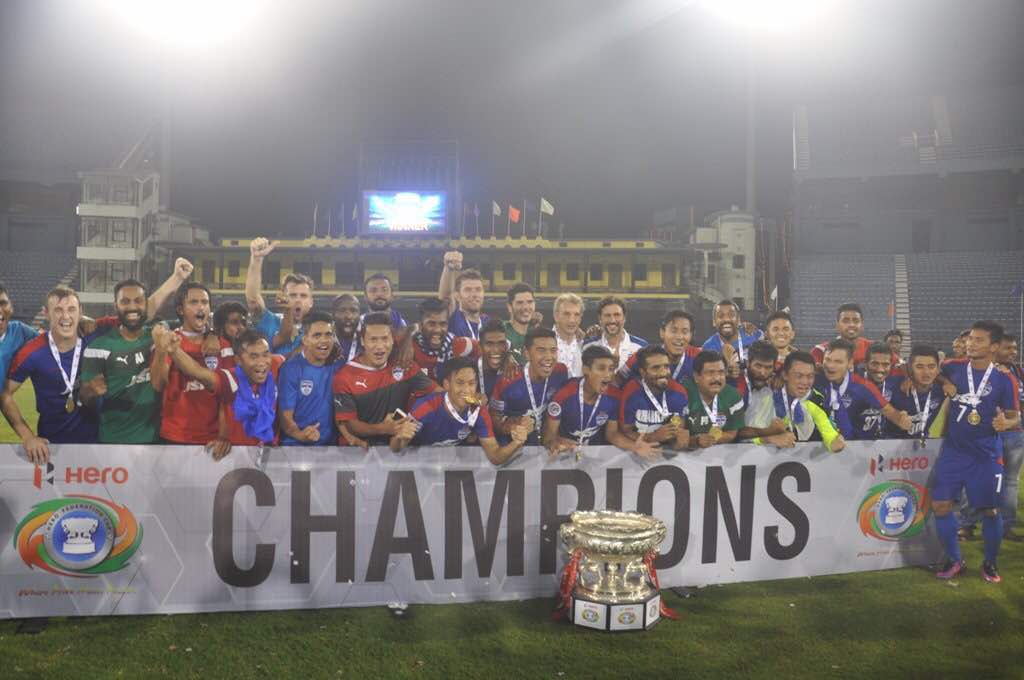
Bengaluru FC celebra la Copa Federació de 2017.

- Lliga índia de futbol (NFL/I-League/ISL):[15]
  - 2013–14,[16] 2015–16,[17] 2018–19
- Copa Federació índia de futbol:
  - 2014–15,[18] 2016–17,[19] 2018[20]
- Copa Durand:
  - 2022[21]